# Liste von Sendeanlagen in der Freien Hansestadt Bremen
Die Liste von Sendeanlagen in Bremen umfasst Sendeanlagen insbesondere für Fernsehen, Hörfunk, Amateurfunk, Mobilfunk und Richtfunk in Bremen.

## Sendeanlagen
| Name                                  | Stadt / Landkreis | Berg | Höhe                         | Baujahr | Betreiber des Senders                   | Funktionen                              | Bemerkungen                                                       | Bild |
| ------------------------------------- | ----------------- | ---- | ---------------------------- | ------- | --------------------------------------- | --------------------------------------- | ----------------------------------------------------------------- | ---- |
| Fernmeldeturm Bremen                  | Walle (Bremen)    | -    | 235,70 m                     | 1986    | Deutsche Funkturm                       | UKW, DAB, DVB-T, Amateurfunk, Richtfunk | Fernsehturm Lage                                                  |      |
| Richtfunkturm Bremerhaven             | Bremerhaven       | -    | 113,6 m                      | 1965    | Wasser- und Schifffahrtsamt Bremerhaven | Richtfunk, Seefunk                      | Stahlbetonturm Lage                                               |      |
| Fernmeldeturm Bremen (1961)           | Altstadt          | -    | 117 m (ursprünglich 122,2 m) | 1961    | Deutsche Funkturm                       | Richtfunk & Mobilfunk                   | Stahlbeton-Gebäude mit Stahlrohrmast Lage                         |      |
| Mittelwellensender Bremen-Oberneuland | Oberneuland       | -    | 45 m                         | 1999    | Radio Bremen                            | MW                                      | abgespannter Stahlfachwerkmast (am 8. Januar 2014 gesprengt) Lage |      |
| Sender Utbremen                       | Walle (Bremen)    | -    | 90 m                         | 1933    | ?                                       | Hörfunk/AFN                             | Holzturm, ab 1939 Stahlmast (50 m hoch), 1950 abgebaut            |      |